# Bârzești, Vaslui
Bârzești este un sat în comuna Ștefan cel Mare din județul Vaslui, Moldova, România.

## Așezare
Se află în depresiunea formată de dealurile: Corbu, Preda-Bârzești și Ludești-Budăiul, la 17,5 kilometri nord-vest de orașul Vaslui, 5,5 kilometri de reședința comunei și 2 kilometri vest de râul Bârlad. Prin centrul satului curge pârâul Muntenești care, cândva, aproape de vărsarea în Bârlad, forma un iaz de 6 ha. folosit, mai ales, pentru irigarea grădinilor de legume și zarzavaturi și mai puțin pentru pescuit. Pe teritoriul acestui sat s-au făcut  descoperiri arheologice importante. La aprox.500 de metri sud-vest de halta CFR Bârzești, pe terasa inferioară a râului Bârlad, s-au descoperit resturi de cultură materială aparținând fazei A Cucuteni, Hallstatt-ului, La Tène-ului precum și secolelor II-IV d.H. Pe Dealul Morii, între pârâul Muntenești și valea râului Bârlad s-au descoperit urme de locuire din aceleași perioade istorice. În vatra satului, la nord și vest de școală, de o parte și de alta a pârâului, s-au descoperit resturi de vase care, după felul pastei, forme și decor aparțin secolelor V-VI d.H., iar unele secolului al XVI-lea.

## Relief, climă, vegetație
Din punct de vedere geologic, teritoriul satului se desfășoară pe depozite calcaroase și argilo-nisipoase de vârsta Sarmațianului mijlociu (spre baza dealurilor) și Sarmațianului superior-Neoțianului (spre culmea dealurilor). Relieful aparține Podișului Central Moldovenesc (subunitatea "Dealurile Racova-Stemnic"). Clima este temperat-continentală, de nuanță excesivă. Temperatura medie anuală a aerului este de 9 grade C. Vegetația este în mare parte silvo-stepică. Dealurile acestei localități sunt total lipsite de păduri dar în lunca Bârladului (pe o suprafață de aprox.100 ha.) cresc arbori specifici acestei zone și anume: gorun, stejar și mult plop sau tei.

## Istoric
Conform unei legende locale (bazată, totuși, pe un hrisov de la Petru Rareș), satul ar fi fost întemeiat de un anume hatman Bârzea pe la începutul sec. al-XV-lea dar prima atestare documentară indubitabilă ne vine de la "24 ghenar 7003" (1495) cu ocazia împărțirii unei moșteniri între succesorii lui Sima Rugină, făcută și întărită în prezența domnitorului Ștefan cel Mare. Satul mai apare în documente în 1527 la 15 martie, când Petru Rareș întărește un uric lui Ion Banu-vornic (urmașii acestuia mai există și astăzi). Satul a avut continuitate și nu a ajuns "seliște" la fel ca alte două sate, Mărășeni și Cănțălărești atestate în aceeași perioadă, dar care au dispărut și au fost repopulate abia la începutul sec.al XIX-lea. La 18 decembrie 7142 (1633), în prezența domnitorului Moise Movilă, se împarte din nou moșia satului Bârzești între urmașii celei de-a treia sau a patra generații de proprietari cunoscuți.  Tot cu această ocazie mai este reatestat și satul "Liudești pre Bârlad", care făcea parte din moșia Bârzeștilor, și sunt atestate satele Bănești și Tărăceni care astăzi sunt doar toponime care desemnează două trupuri de moșie aflate cam la 2-2,5 km. est de satul Bârzești. Satul Bănești a dispărut, cel mai probabil, în secolul al XIX-lea, pe când satul Ludești a dispărut în 1912. Toponimul „Ludeasca” constituie ultima dovadă vie ce se mai păstrează din vechiul sat. Începând cu catagrafiile rusești de la 1772-1773 și 1774, satul apare în toate celelate statistici. Satul era format la finalul secolului al XIX-lea, conform descrierii din „Marele Dicționar Geografic”, din Bârzești de Sus- numit de locuitori „Budăi”, și Bârzești de Jos- numit de locuitori „Bârnoscheni”. Din punct de vedere istoric, știm că o parte din teren aparținea mănăstirii Barnovschi, care în 1767 au adus robi țigani pentru lucrarea pământului.  În anul 1907 o mare parte din clăcașii acestui sat s-au răsculat împotriva "arendașului evreu" și au devastat conacul și acareturile. Unii dintre săteni au fost arestați, cercetați și condamnați la ani grei de temniță, printre care și Thoader Ion.

## Aspectul satului
Faptul că acest sat este vechi se recunoaște, în primul rând, după așezarea lui, relativ departe de actualul drum național 15 D (5 km.vest), drum frecventat în vechime de diverși năvălitori prădalnici, dar și după aspectul lui, cu zeci de ulițe care se întretaie până ce ajung în cea principală și cu casele construite și dispuse neregulat. Singura construcție veche (mijlocul sec.XIX) este cea citată mai sus deoarece oamenii locului și-au construit, mai ales după 1950, case noi în majoritate din chirpici sau "ceamur pe furci" dar și din cărămidă cu fundație din beton armat. Prin grija primăriei comunei Ștefan cel Mare, toate "hudițele"(ulițele) au fost pietruite și îmbrăcate cu balast stabilizat. Drumul de la DN 15 D și până în sat este asfaltat, ca și cel ce duce în satul vecin, Călugăreni.

## Populație, ocupații și date administrative
Prima catagrafie ce ne arată, cât de cât, populația acestui sat este cea realizată de trupele rusești de ocupație între anii 1772-1773 și anul 1774. Dacă prima situație este mai mult statistică, în cea de-a doua apar și numele unor locuitori de atunci. Prin urmare, au fost recenzați 9 birnici, un holtei, două slugi ale medelnicerului Vasilachi [Poroschi] și un mazil. Folosind un calcul aproximativ (5 persoane/familie), acceptat de istorici, satul avea cam 71 de suflete, exceptând proprietarii de atunci, medelnicerul Vasilachi și spătarul Ion(iță) Cuza care din 1763 devenise și ispravnicul ținutului Vaslui dar și proprietar al unei părți din moșia satului, prin cumpărare. La catagrafia din 1820 satul avea 78 "liude" (capi de familie) birnici, din care 14 slugi (fără bir) ale noului proprietar, spătarul Gh. Cuza, fiul lui Ioniță Cuza. La 1831, erau 80 de "liude" ai noului proprietar, Marele Vornic Constantin Vârnav, dar și câteva "sălașe țigănești" ale mănăstirii Barnovschi. În 1887 satul avea 152 de familii cu 600 de suflete. În 1966 număra 1268 de locuitori iar în anul 1977 avea 1244. La ultimul recensământ (2002), satul a fost înregistrat cu 1104 suflete. Ca și în cei peste 500 de ani de existență ai satului, ocupațiile de bază ale locuitorilor au rămas aceleași: agricultura și creșterea animalelor. La un concurs județean susținut în anul 1924 la Vaslui, Titu Ioanid (proprietarul moșiei) dar și alți gospodari din sat au obținut importante medalii și premii în bani pentru animalele prezentate. În 1936, tot Titu Ioanid a obținut la un concurs național locul II pentru o recoltă de 4000 kg. de grâu la hectar. Din punct de vedere administrativ, în anul 1864 a fost declarată comuna Bârzești care în afară de satul în sine mai avea în componență și satele: Tăcmănești(Călugăreni), Muntenești, Brăhășoaia (Călugărenii Vechi) și Cănțălărești. De la înființare și până în anul 1895, comuna a avut un singur primar și anume Alecu Frimu, unchi al cunoscutului I. C. Frimu. De altfel, frații Frimu (Alecu, Iorgu și Costache) erau vechi răzeși și dețineau împreună peste 200 de fălci de pământ (aproape 300 ha.). Din 1950 și până în 1956, comuna Bârzești a fost desființată iar satul a trecut la comuna Ștefan cel Mare. În perioada 1956-1968 a redevenit comună iar din 1968 și până în prezent, face parte din comuna Ștefan cel Mare.

## Școala, biserica și cultura
Prima biserică a fost construită din lemn înainte de 1740 cu cheltuiala Vornicului de Poartă Neculai Tiron care avea proprietăți funciare în sat și a fost reparată atât de către Ioniță Cuza (care o obținuse prin cumpărătură de la Safta Tiron, moștenitoarea tatălui său), cât și de fiul său, spătarul Gheorghe Cuza, de la care se păstrează un text scris în 1798 pe o ediție a "Cazaniilor lui Ilie Miniat", tipărită la Buda în anul 1718, în care face o interesantă genealogie a propriei familii. Devenind (prin căsătoria cu fiica lui Gh. Cuza, Ecaterina), noul proprietar al moșiei Bârzești, marele vornic Constantin Vârnav ctitorește în 1845 o biserică din zidărie de cărămidă cu hramul "Nașterea Maicii Domnului" iar pe cea din lemn o mută în satul vecin Dobroslovești(al cărui proprietar era) aflat la 6 km.est de Bârzești și unde se află și astăzi, fiind declarată monument istoric. Actuala biserică din Bârzești deține o valoroasă bibliotecă cu cărți vechi de cult care au numeroase însemnări(în chirilică) ale ctitorilor, foarte importante pentru cercetătorii avizați. În peretele dinspre vest al naosului(cu prelungire în pronaos) au fost reînhumate în 1942 osemintele ctitorilor dar și cele ale spătarului Gh.Cuza.Prima școală din Bârzești a început să funcționeze din anul 1865 în local închiriat și avea 16 elevi. Primul învățător a fost T. Mardari. Școala de aici a fost inspectată de către Mihai Eminescu pe timpul cât a funcționat ca revizor pe județele Iași și Vaslui. La data de 15 decembrie 1875 propunea ca învățător prefectului de Vaslui, pe Nicolae Habar "normalistul cel mai bun care a ieșit din anul școlar 874/875". În 18 aprilie 1876, datorită transferării acestui învățător în alt sat, Eminescu îl propune pe Gheorghe Arbore. În 1880, școala era frecventată de 30 de băieți și două fete cu toate că populația de vârstă școlară era mult mai numeroasă. În 1914 școala s-a mutat în local propriu iar în 1941 s-a finalizat și cel de-al doilea local datorită, de-acum, numărului mare de școlari. În zilele noastre funcționează o singură școală cu clasele I-X, în care învață și puținii copii din satul Muntenești aflat la 4 km nord. În perioada interbelică la Bârzești a funcționat un important "Centru Cultural" care coordona activitățile de profil din mai multe comune. Echipa de dansuri și obiceiuri populare de aici a început să câștige premii încă din anul 1937. În prezent, căminul cultural (ca și biblioteca) funcționează dar lipsesc tinerii, plecați spre alte oportunități. Satul Bârzești îmbătrânește încet, dar sigur la fel ca toate satele din această zonă.

## Personalități marcante
- Ion C. Frimu (1871-1919), militant socialist. Casa sa părintească există și astăzi, este funcțională și locuită de familia Viziteu.